# Ninety-Nines
Ne doit pas être confondu avec Ninety Nine.
Ninety-Nines: International Organization of Women Pilots, en français : Quatre-vingt-dix-neuf : Organisation internationale des femmes pilotes, également appelée The 99s, est une organisation internationale qui offre des possibilités de réseautage, de mentorat et de bourses de vol aux femmes pilotes professionnelles et de loisir. En 2018, il existe 155 sections à travers le monde, dont une section virtuelle, Ambassador 99s, qui se réunit en ligne pour celles qui sont trop occupées ou trop mobiles pour rester longtemps dans une région.
L'organisation est fondée le 2 novembre 1929, à l'aéroport de Curtiss Field, près de Valley Stream, dans l'État de New York, aux États-Unis, par 26 femmes pilotes licenciées, pour le soutien mutuel et la promotion des femmes pilotes. Amelia Earhart avait convoqué une réunion de femmes pilotes, en 1929, à la suite du Women's Air Derby.
Les 117 femmes pilotes licenciées de l'époque sont invitées et le groupe porte le nom des 99 d'entre elles qui ont participé à la réunion ou ont exprimé leur intérêt à former un groupe. En 2014, les Quatre-vingt-dix-neuf sont intronisées dans l'International Air & Space Hall of Fame au musée de l'air et de l'espace de San Diego.

## Membres
Pilotes membres lors de la fondation de l’organisation:
- Amelia Earhart[5](présidente 1931–1933)[6]

- Mary C. Alexander[5]
- Ruth Elder[5]
- Viola Gentry[7],[8]
- Fay Gillis[5]
- Mary Goodrich[5]
- Florence Klingensmith[5]
- Opal Kunz[5]
- Ila Loetscher[5]
- Ruth Rowland Nichols[5]
- Phoebe Omlie[5]
- Thea Rasche[5]
- Marjorie Stinson[5]
- Louise Thaden[5]
- Mary Webb Nicholson[5]
- Helen Cox Bikle[9]
- Nellie Zabel Willhite[5],[10]

Autres membres notables:
- Margaret Adams
- Ruth Alexander
- Suzie Azar
- Pancho Barnes
- Mary Foley Benson
- Janet Zaph Briggs
- Maie Casey, Baroness Casey
- Katherine Sui Fun Cheung
- Jackie Cochran (présidente 1941–1943)[6]

- Eileen Collins
- Marjorie Crawford[11],[12]
- Patricia Denkler
- Betty Gillies
- Linda M. Godwin
- Kathryn Hach-Darrow
- Nancy Hopkins
- Elvy Kalep
- Peggy Kelman
- Theresa M. Korn
- Dot Lemon
- Elsie MacGill
- Anésia Pinheiro Machado
- Pamela Melroy
- Betty Miller (pilot)
- Terry Neese
- Norah O'Neill
- Bernice Blake Perry
- Carol Rabadi
- Dorothy Rungeling
- Sheila Scott
- Katherine Stinson
- Jane Straughan
- Manila Davis Talley[13]
- Jean Kaye Tinsley
- Penny Thompson
- Bobbi Trout
- Yvonne Trueman[14]
- Alia Twal
- Hermelinda Urvina
- Patty Wagstaff
- Shannon Walker
- Nancy-Bird Walton
- Jessie E. Woods
- Edna Gardner Whyte (president 1955–1957)[6]

- Jeana Yeager

### Source de la traduction
- (en) Cet article est partiellement ou en totalité issu de l’article de Wikipédia en anglais intitulé « Ninety-Nines » (voir la liste des auteurs).